# O RLY?
O RLY?, förkortning för engelska "Oh, really?", är ett populärt internetfenomen, oftast presenterat i form av ett bildmakro innehållande en fjälluggla. Uttrycket ger som svar "YA RLY" (eng. Yeah, really) som ibland avslutas med "NO WAI" (eng. No way). Det finns många ytterligare förkortningar som används. Frasen tros ursprungligen komma från 4chan.
Frasen "O RLY?" används oftast på ett sarkastiskt sätt, det kan användas för att till exempel påpeka att föregående kommentar var mycket uppenbar. Frasen kan också användas i troll-syfte som svar på till exempel ett långt inlägg.

## Mask
Den 10 maj 2006 upptäckte antivirusföretaget Sophos en datormask känd som "W32/Hoots-A", som skickar en grafisk bild på snöugglan med texten "O RLY?" till en utskriftskö när den infekterar en dator.